# معبد كوم أمبو

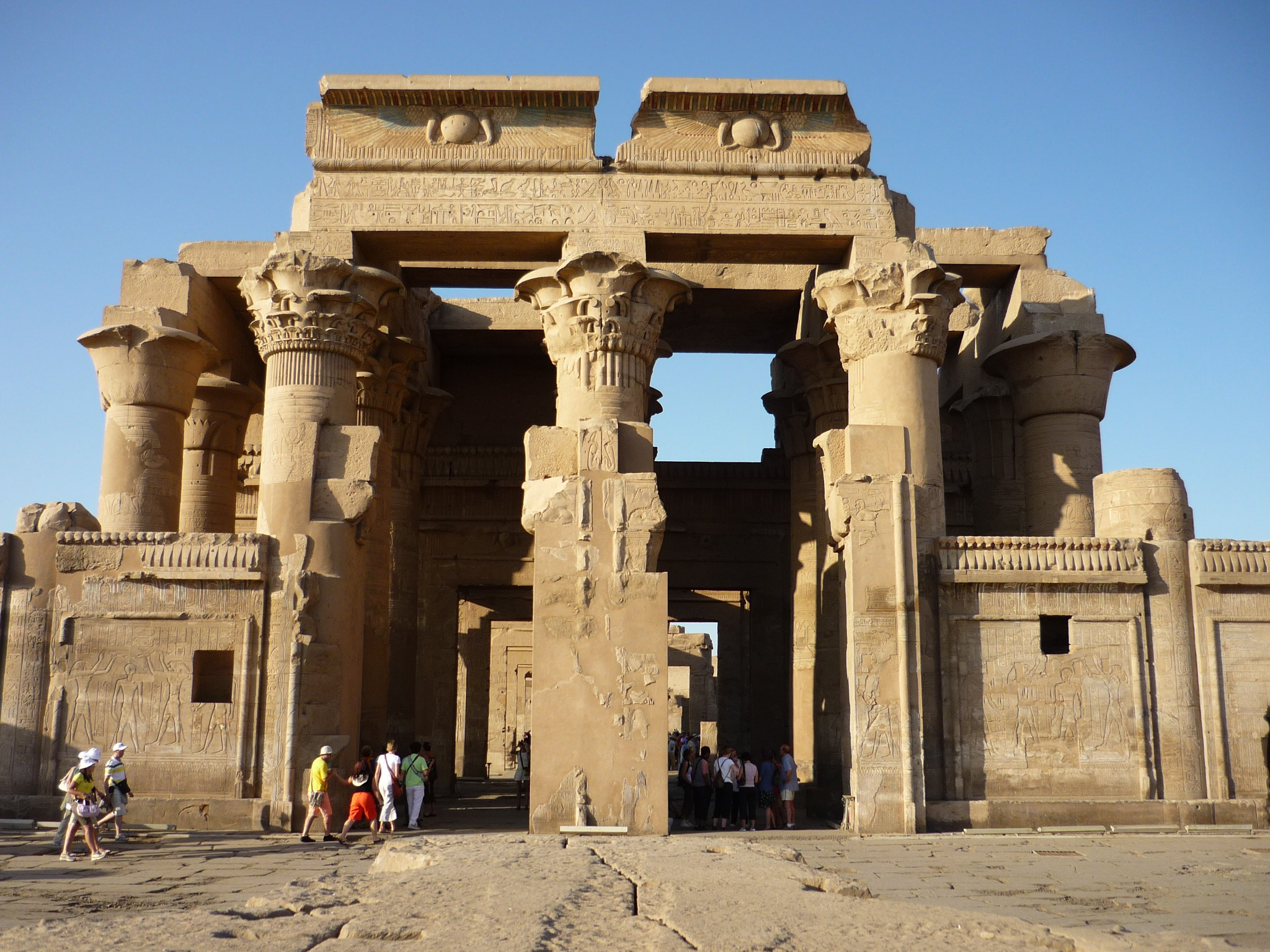
معبد كوم أمبو

معبد كوم أمبو يقع بمدينة كوم أمبو بمحافظة أسوان جنوب مصر. أنشئ المعبد في عهد بطليموس السادس لعبادة الألهة سوبيك وحورس. وقد جرت مؤخرا عمليات ترميم وتجديد لمنطقة المعبد.

## إنشاءه
لقد أنشئ هذا المعبد في عهد بطليموس السادس فيلومتور، لكن زخرفته لم تتم إلا في العصر الروماني زمن الإمبراطور تيبريوس ونرى في هذا المعبد أيضًا الخواص نفسها التي نجدها في غيره من المعابد المصرية البطلمية من حيث التصميم والعمارة والزخرفة، غير أنه لهذا المعبد ميزة خاصة تمخضت عن العبادة المحلية في المكان، حيث كان الناس يعبدون إلهين محليين وهما سوبيك وحورس ذو رأس الصقر، وعلى الرغم من اختلاف هذين الإلهين في النشأة وفي الطابع، فقد عاشا جنبًا إلى جنب قرونًأ طويلة دون أن يمزجا أو يقرنا ببعضهما بعضًا، ومن ثم فإنه لا يوجد في هذا المعبد قدسان متجاوران للأقداس فقط بل توجد فيه كذلك على محور كل من هذين القدسين أبواب إلى جانب بعضها بعضًا، في الجدار الخارجي وفي جدران صالتي الأعمدة وما وراءهما، وتبعًا لذلك ينقسم المعبد قسمين خصص كل منهما لعبادة أحد هذين الإلهين.
وقد زينت جدران هذا المعبد بزخرفة مصرية صميمة، تمتاز بدقة صنعها وحسن انسجامها وبجمال ما فيها من التوازن بين شخصيات مناظرها وما حولها من النقوش الهيروغليفية التي تتمم هذه المناظر.

## الأعمدة

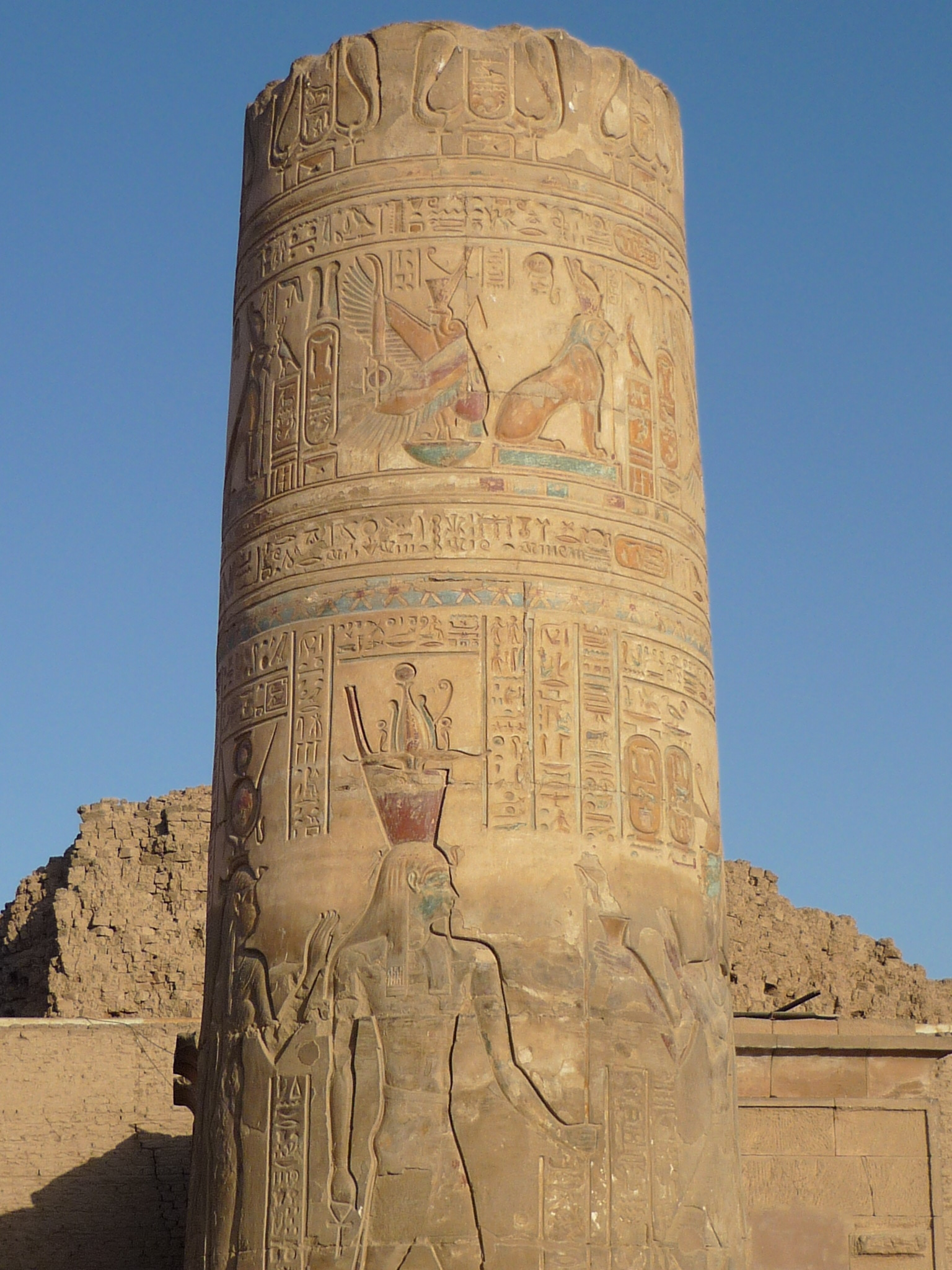
عمود وهو جزء من المعبد الذي استكمل في عهد الامبراطور الروماني تيبريوس ونشاهد الإمبراطور الروماني هنا بالزي الفرعوني

أما رؤوس الأعمدة في المعبد فهي مختلفة وهذا ما كان شائعا في في عصر البطالمة، وكلها معروفة من قبل هذا العصر ولاسيما ما يعرف منها برؤوس حتحور ورؤوس النخيل ورؤوس اللوتس ورؤوس البردي، وهي رؤوس مصرية صميمة لم يرق الشك إطلاقًا إلى طرازها المصري. وأكثر رؤوس الأعمدة انتشارًا في عصر البطالمة هي رؤوس الأعمدة المركبة، التي يرى فيها البعض دون موجب ولا سبب معقول أثراً لرؤوس الأعمدة الكورنثية. أما نحن فنعتقد أنها مصرية صميمة، وثمرة النهضة الفنية التي ازدهرت في خلال العصر الصاوي ـ أي في القرنين السابع والسادس قبل الميلاد ـ وكانت تستهدف أحياء التقاليد القديمة، التي أخرجت الكثير من آيات الفن المصري. وبيان ذلك أننا نعرف أن عمودي البردي واللوتس يرجعان في أصلهما إلى القوائم البدائية، التي كان يحمل عليها السقف وتزين رؤوسها بالأزهار، لكن لما كان الفنان في العصر الصاوي يفوق بطبيعة الحال فنان الدولة القديمة في التقدم ورقة الشعور، فإنه لم يرجع القهقري إلى تلك القوائم البدائية، بل اتخذ نواة عموده من عامود البردي المزدهر (Campaniform) ذي الرأس المفتوحة، وزينة كما فعل أجداده من قبل بباقة من الزهور. غير أنه اختار الزهور من عدة أنواع بدلاً من نوع واحد، مثل اللوتس أو البردي، كما فعل فنانو الدولة القديمة.
والأنواع المتعددة المعقدة لهذه الرؤوس الجديدة لا يمكن أن تكون قد استنبطت في خلال فترة قصيرة، بل لابد من أنها كانت ثمرة تطور طبيعي طويل، لكنه من العسير بل من المحال أن نتتبع الآن أدوار هذا التطور نظرًا إلى تهدم معابد العصر الصاوي (660 - 525 قبل الميلاد). وظهور أنواع هذه الرؤوس كاملة على عهد الأسرة الثلاثين في معبد نكتانبو الثاني، أي في أواسط القرن الرابع قبل الميلاد، يحملنا على الاعتقاد بأن تاريخ هذه الرؤوس لابد من أنه يرجع إلى عصر سابق على الأسرة الثلاثين. وإذا ما محصنا جميع الاعتبارات المختلفة وجدنا أن العصر الصاوي أنسب وقت لذلك بسبب نهضة الفنية وما ساد فيه من السلام والرخاء. وإذا كانت هذه الرؤوس في دور التكوين في خلال القرنين السابع والسادس قبل الميلاد، أي قبل ظهور العامود الكورنثي بمدة طويلة، وإذا ما تذكرنا أصل الأعمدة المصرية المزدانة بالزهور، وإذا ما عرفنا أن العناصر التي تتكون منها الرؤوس الجديدة مصرية بحت، فإنه يتضح لنا بطلان الزعم الذي يرى في الرؤوس الجديدة أثرًا للعامود الإغريقي الكورنثي. وإذا كانت ثمة علاقة بين الاثنين، فإن العكس أقرب إلى الصواب، لأن المصري كان يزين رؤوس أعمدته بالأزهار قبل عهد الإغريق بالأعمدة، كما أن الحلقات (Volutes) الجانبية في الرؤوس الكورنثية تحمل شبهًا كبيرًا للأطراف المتدلية من أوراق زهرة السوسن (Iris)، التي كانت رمز مصر العليا، وتستعمل في الزخرفة في مصر الدولة الوسطى

## بجانب المعبد

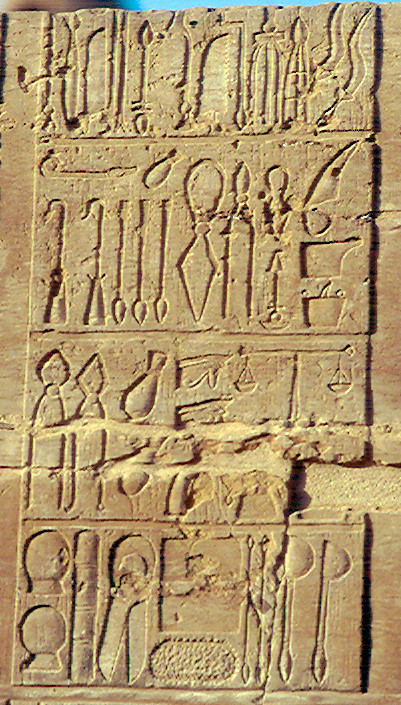
لوحة دولاب أجهزة طبية في معبد كوم أمبو.

ويوجد بجانب هذا المعبد.. متحف للتماسيح يحتوي على تماسيح محنطة من أيام الفراعنة.. وُجدت في المقابر والمعابد كما وجدت نقوش على معبد كوم امبو عليها صورة كأس يستخدم لسحب الدم من الجسم.. وهو ما يعرف اليوم بالحجامة وكان الفراعنة يستخدمونها في العلاج.. فكانوا يسحبون الدم من الجسم بواسطة كؤوس معدنية، وقد وجدت هذه الكؤوس في سراديب وآثار قدماء المصريين، وكانت تُصنع عادة من قرون الأغنام مع حفر ثقب عند طرفها المدبب.. ومن خلاله يُسحب الدم لخارج الجسم، ثم استخدموا بعد ذلك الكؤوس الزجاجية والتي كانوا يفرغون منها الهواء عن طريق حرق قطعة من القطن أو الصوف داخل الكأس.

## اقرأ أيضا
- الطب في مصر القديمة